# 林昌寺 (大田区)
林昌寺（りんしょうじ）は、東京都大田区仲池上にある日蓮宗の寺院。山号は長松山。旧本山は池上本門寺、池上芳師法縁。

## 歴史
文亀3年（1503年）池上本門寺の福寿院日迨の草庵として開創。昭和20年（1945年）東京大空襲で諸堂と古記録を焼失する。

## 伽藍
- 本堂　昭和32年（1957年）再建。
- 山門　明治35年（1902年）建設。関東大震災、東京大空襲を免れた。
- 石経塚（題目石）　明和8年（1771年）立正大師日蓮500年遠忌として報恩講により建立。

## 参考資料
- 日蓮宗寺院大鑑編集委員会『宗祖第七百遠忌記念出版 日蓮宗寺院大鑑』大本山池上本門寺 (1981年)
- 『大森区史』1939年
- 池上町史編纂会 編「第三節　寺院の由緖 二〇、林昌寺」『池上町史』大林閣、1932年。NDLJP:1208432/93。
- 大田区教育委員会『大田区の寺院』1972年
- 「池上村 林昌寺」『新編武蔵風土記稿』 巻ノ45荏原郡ノ7、内務省地理局、1884年6月。NDLJP:763981/82。